# نوع زمني
النوع الزمنيّ (بالإنجليزيّة: Chronospecies) هو النوع المشتق من نمط نمائيّ تتابعيّ يشمل تغيُّرات متواصلة وموَّحدة من الشكل السلفيّ المنقرض على المقياس التطوريّ. يُنتِج هذا التتابع من التغيُّرات جماعات مميزة مورفولوجيًّا ووراثيًّا عن الأسلاف الأصليّين. وخلال هذا التغيُّر لا يوجد سوى نوع واحد في السلالة عند أي نقطة من الزمن، مقارنة بحالات التطور التباعديّ التي تنتج أنواعًا معاصرة لها سلف مشترك. يشير المصطلح ذو الصلة، الأنواع المتحجرة، إلى الأنواع المنقرضة التي تُعرَّف بالمواد الحفريّة. يعتمد هذا التعريف على التشابهات المميزة بين عينات الحفريات القديمة والسليل المقترح، بالرغم من أن العلاقة الأكيدة بالأنواع اللاحقة لم تُعرَّف بعد أيضًا. بالتحديد، لا يتعدى مدى الاختلاف خلال عينات الحفرية الأولى المدى الملاحظ الموجود في الأنواع اللاحقة.
النويع المتحجر هو مصطلح يُعرِّف نويع منقرض تطوَّر إلى شكل موجود حاليًا. يعتمد هذا الاتصال مع التباينات الحديثة نسبيًّا، من البليستوسين المتأخر عادةً، على المعلومات الإضافيّة المتاحة في المواد تحت الأحفوريّة. تغيَّرت معظم الأنواع الحاليّة في الحجم تكيُّفًا مع التغيُّرات المناخيّة خلال العصر الجليديّ الأخير.
يعتمد المزيد من التعرُّف على عينات الحفرية كجزء من الأنواع الزمنيّة على التشابهات الإضافيّة التي تشير بقوة إلى علاقة محددة مع نوع معروف. على سبيل المثال، ربما تعبِّر العينات الحديثة نسبيًّا –والتي عمرها مئات الآلاف إلى بضع ملايين من السنين- مع الاختلافات المنسجمة (على سبيل المثال: أصغر ولكن بنفس النِسَب) كنوع حي، ربما تُعبِّر عن الخطوة الأخيرة في النوع الزمنيّ. ربما يعتمد هذا التعرُّف المحتمل على السلف الفوريّ لأصنوفة حية على معلومات علم طبقات الأرض للتعرُّف على عصر العينة.
يرتبط مفهوم النوع الزمنيّ بنموذج التطور التدريجيّ للسلالات، ويعتمد أيضًا على سجل أحفوريّ ضخم، لأن التغيُّرات المورفولوجيّة على مدار الزمن تتجمع ويمكن أن يكون كائنان مختلفان تمامًا متصلين بسلسلة من الكائنات الوسيطة.

## أمثلة
- البيسون (أنواع ونويعات متحجرة عديدة)
- النسر الأسود (نوع زمنيّ)
- النمر (أنواع ونويعات زمنيّة ومتحجرة عديدة)